# Osojnik, Železniki
Osojnik este o localitate din comuna Železniki, Slovenia, cu o populație de 10 locuitori.